# Список королей Восточной Англии

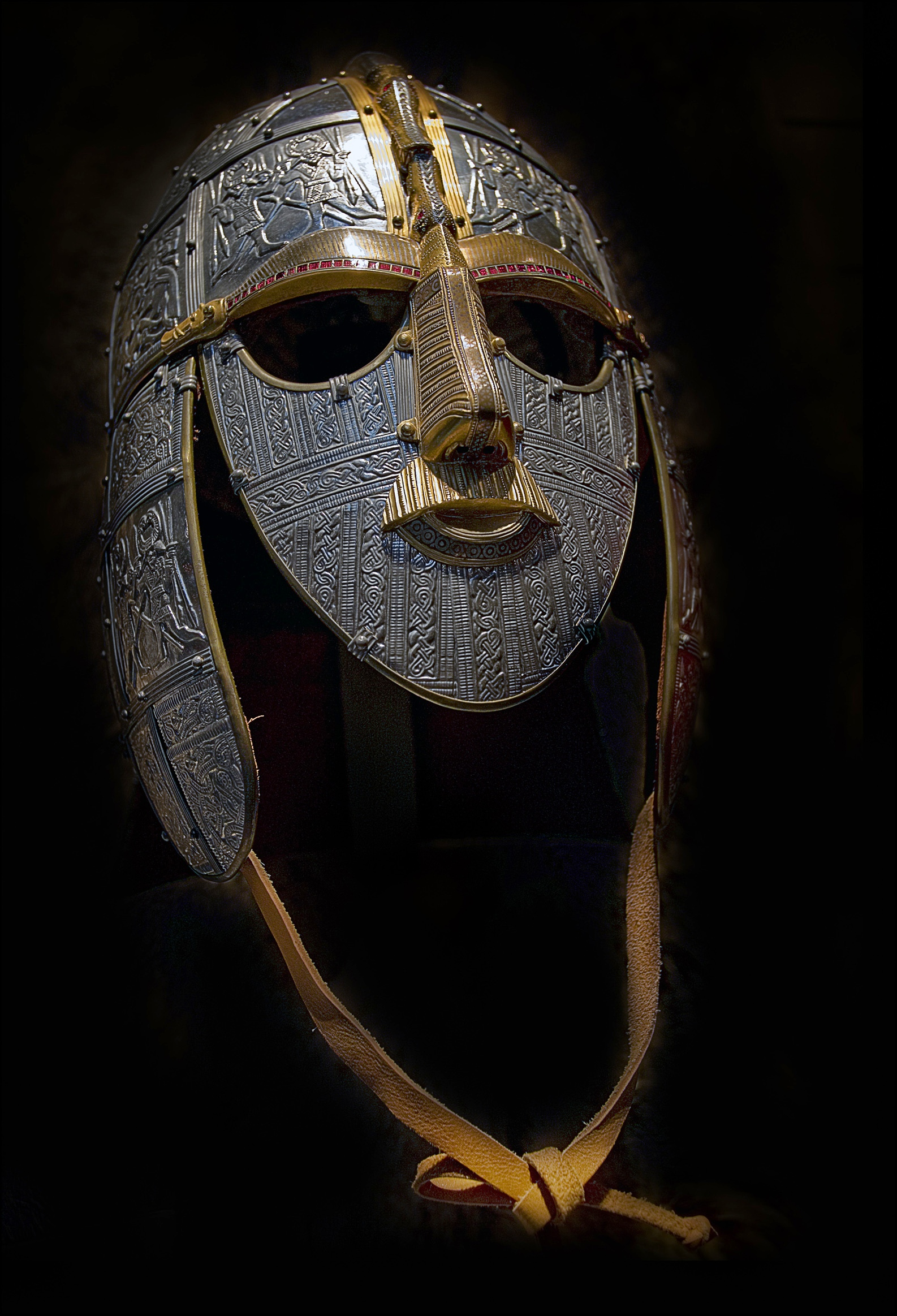
Реконструкция шлема погребённого в Саттон-Ху короля Восточной Англии.

Спи́сок короле́й Восто́чной А́нглии — хронологический перечень правителей королевства Восточная Англия — небольшого независимого англосаксонского королевства, располагавшегося на территории современных английских графств Норфолк и Суффолк и, вероятно, восточной части Фенских болот. Королевство было традиционным членом англосаксонского семицарствия.
С VI века до 749 года королевство управлялось членами династии Вуффингов, названной в честь первого короля Восточной Англии Вуффы, чьё имя означает «потомок волка». Затем, с 749 по 869 год на троне сменялись короли, чьё происхождение остаётся неясным, и короли Мерсии, дважды захватывавшие власть в стране. В 869 году датское войско разбило войска короля Эдмунда, последнего англосаксонского короля Восточной Англии, и убило его. Королевство оказалось в руках данов и стало частью Данелага — области датского права. В 918 году датчане признали власть Эдуарда Старшего, короля Уэссекса, окружившего королевство своими крепостями. В 927 году Восточная Англия вошла в состав объединённого королевства Англия.
Многие даты правления королей Восточной Англии считаются ненадёжными, поскольку основываются на приблизительных расчётах. Основным источником информации о ранней истории правителей королевства является работа англосаксонского историка и богослова Беды Достопочтенного «Церковная история народа англов».

## Англосаксонские правители
| №                                | Имя                        | Годы правления                 | Примечание |
| -------------------------------- | -------------------------- | ------------------------------ | --- |
| Вуффинги                         |                            |                                | |
| —                                | Вехха Wehha                | до 571.                        | Вождь язычников-англов и предполагаемый основатель королевства Восточная Англия. |
| 1.                               | Вуффа Wuffa                | 571—578                        | Вождь язычников-англов, сын и преемник Веххи. Предполагаемый первый король Восточной Англии. |
| 2.                               | Титила Tytila              | 578 — ок. 616                  | Сын и преемник Вуффы. |
| 3.                               | Редвальд Rædwald           | ок. 616 — ок. 624              | Сын и преемник Титилы. Беда Достопочтенный называет его «империум», что позднее стало интерпретироваться как бретвальда. Редвальд является первым из династии Вуффингов, о котором известно что-то, кроме имени. |
| 4.                               | Эорпвальд Eorpwald         | ок. 624—627/628                | Сын и преемник Редвальда. Был убит своим предполагаемым преемником Рикбертом. |
| 5.                               | Рикберт Ricberht           | 627/628 — ок. 630              | Предполагаемый правитель. Происхождение Рикберта не определено; предположительно, он был родственником Эорпвальда.                                                                                               |
| 6.                               | Сигеберт Sigeberht         | ок. 630 — ок. 634              | Родной или приёмный сын Редвальда. Отрёкся от трона ради монашеской жизни. Позднее насильно был возвращён из монастыря, погиб в битве.                                                                           |
| 7.                               | Эгрик Ecgric               | ок. 630 — ок. 636/начало 640-х | Родственник Редвальда. Соправитель Сигеберта, затем единоличный правитель. Убит в битве в 636 или 641 годах. |
| 8.                               | Анна Anna                  | ок. 636/начало 640-х — ок. 653 | Племянник Редвальда, сын Эни. |
| 9.                               | Этельхер Æthelhere         | ок. 653—655                    | Брат Анны. Погиб в битве. |
| 10.                              | Этельвольд Æthelwold       | 655 — 663                      | Брат Анны. |
| 11.                              | Эльдвульф Ealdwulf         | 663 — 713                      | Племянник Анны, Этельхера и Этельвольда. |
| 12.                              | Эльфвальд Ælfwald          | 713 — 749                      | Сын Эльдвульфа. |
| Правители неясного происхождения |                            |                                | |
| 13.                              | Беорна Beorna              | 749 или 758 — ?                | Предположительно состоял в родстве с королями Мерсии. Некоторые источники связывают Беорна с королём Мерсии Беорнредом.                                                                                          |
| 14.                              | Этельберт I Alberht        | 749 — 794?                     | Соправитель Беорна, затем единоличный правитель. Также известен под именем Альберта I. |
| 15.                              | Хун Hun                    | 749                            | Никаких данных о жизни Хуна нет. Существует предположение, что Хун является частью имени Беорна. |
| 16.                              | Этельред I Æthelred I      | до 779?                        | |
| 17.                              | Этельберт II Æthelberht II | до 779 — 794                   | Предположительно сын Этельреда I. |
| Под властью короля Мерсии        |                            |                                | |
| 18.                              | Оффа Offa                  | 794 — 796                      | |
| Правители неясного происхождения |                            |                                | |
| 19.                              | Эдвальд Eadwald            | ок. 796 — ок. 800              | Пришёл к власти в период смуты, произошедшей после смерти Оффы. |
| Под властью короля Мерсии        |                            |                                | |
| 20.                              | Кенвульф Coenwulf          | ? — 821                        | |
| 21.                              | Кёлвульф Ceolwulf          | 821 — 823                      | Брат Кенвульфа. |
| 22.                              | Беорнвульф Beornwulf       | 823 — ок. 825/826              | Происхождение неизвестно, вероятно, состоял в родстве с королями Мерсии. Трон Мерсии захватил силой, был свергнут и убит во время мятежа в Восточной Англии.                                                     |
| Правители неясного происхождения |                            |                                | |
| 23.                              | Этельстан Æthelstan        | 827 — 845                      | Вероятно, возглавлял мятеж против мерсийцев, принёсший независимость Восточной Англии. |
| 24.                              | Этельверд Æthelweard       | ок. 845—854                    | Существование Этельверда подтверждают только монеты с его именем. |
| 25.                              | Эдмунд Edmund              | 854 — 869                      | Последний англосаксонский король Восточной Англии, правивший независимо от других государств. Система управления государством, действовавшая после убийства Эдмунда викингами, неизвестна.                       |

## Короли под властью данов
| №                                | Имя                  | Годы правления    | Примечание                                                                                               |
| -------------------------------- | -------------------- | ----------------- | --- |
| Правители неясного происхождения |                      |                   | |
| 26.                              | Освальд Oswald       | после 869—876/879 | Существование Освальда подтверждают только монеты с его именем.                                          |
| 27.                              | Этельред II Æthelred | ок. 875           | Предположительно, соправитель Освальда. Его существование также подтверждают только монеты с его именем. |

## Датские короли
| №   | Имя               | Годы правления | Примечание                                                                     |
| --- | ----------------- | -------------- | ------------------------------------------------------------------------------ |
| 28. | Гутрум Guthrum    | 879 — 890      | Королевство было отдано Гутруму в рамках мирного договора с Альфредом Великим. |
| 29. | Эохрик Eohric     | 890 — 902      | Погиб в бою.                                                                   |
| 30. | Гутрум II Guthrum | 902 — 918      | Погиб в бою. Восточная Англия отошла к Уэссексу.                               |